# Justin Bornand
Pour les articles homonymes, voir Bornand.
Justin Bornand, né le 15 mars 1816 à Sainte-Croix et mort le 1er mars 1865 dans la même commune, est une personnalité politique suisse, membre de la Gauche Libérale (futur parti radical-démocratique). Il est député du canton de Vaud au Conseil national de 1851 à 1853.

## Biographie
Justin Bornand naît le 15 mars 1816 à Sainte-Croix, dans le canton de Vaud. Protestant, originaire de Sainte-Croix, il est le fils d'Isaac Bornand, négociant, et de Marianne Gueissaz, dentellière. Il épouse Nanci Caroline Mermod.
Négociant comme son père, il est en outre juge au tribunal civil du district de Grandson de 1847 à 1849, juge au tribunal militaire en 1857 et 1860 et suppléant du premier juge entre 1858 et 1859. Capitaine des carabiniers, il est mobilisé lors du Sonderbund en 1847. Il refuse en 1849 le brevet de major.

### Carrière politique
Préfet de Sainte-Croix de 1854 à 1861, il est de plus député des Radicaux/Gauche Libérale (aile gauche du parti libéral) au Grand Conseil vaudois de 1849 à 1853. Candidat de l'Association patriotique (qui contribuera à la fondation d'un authentique parti politique radical), il est élu au Conseil national en 1851. Il en démissionne en 1853,.

## Liens
- Notice dans un dictionnaire ou une encyclopédie généraliste :   - Dictionnaire historique de la Suisse
- Notices d'autorité :   - VIAF
  - GND